# Институт национального страхования Израиля
Институт национального страхования Израиля (ивр. המוסד לביטוח לאומי‎ — ха-мосад ле-битуах леуми) — израильское государственное управление, отвечающее за вопросы социального страхования и социального обеспечения.

## История
Институт национального страхования действует на основе соответствующего закона, впервые принятого кнессетом в 1953 году, впоследствии в закон неоднократно вносились изменения, в настоящее время действует редакция, принятая в 1995 году. Закон о национальном страховании обязывает жителей Израиля, достигших 18 лет, выплачивать взносы в систему национального страхования. Регулярная выплата страховых взносов даёт право на получение различных пособий от Службы национального страхования, ведающей вопросами соцобеспечения жителей Израиля. Величина страховых взносов зависит от размера зарплаты и социального положения застрахованного. Платежи в Институт национального страхования являются обязательными для большинства совершеннолетних граждан, в том числе и для безработных. Для работающих сумма платежа составляет примерно 5% от дохода. Бюджет формируется из выплат граждан, работодателей и государственного финансирования. 

## Ответственность
Институт выплачивает большинство социальных пособий, предусмотренных законом для граждан Израиля, в том числе:

Логотип Института национального страхования Израиля

- материальное обеспечение граждан Израиля, не имеющих, временно или постоянно, средств к существованию (пособия по обеспечению прожиточного минимума, пособия на случай временной потери работы, компенсации работникам обанкротившихся компаний.)
- выплату различных пособий и компенсаций (пособий для рожениц, пособий на детей, алиментов, пособий по старости, компенсации в случае производственной травмы, компенсации резервистам за время прохождения военных сборов, пособий по инвалидности, пособий по случаю потери кормильца, пособий жертвам враждебных действий (терактов), компенсации пострадавшим от несчастного случая в быту, пособия узникам Сиона, пособия для Праведников народов мира.)[2]

Также Институт национального страхования осуществляет консультативную и материальную помощь людям, нуждающимся в восстановлении здоровья, в перемене или приобретении профессии вследствие полученной инвалидности или потери кормильца.
Высшим управляющим органом является совет, в который входят 56 членов, назначаемых Министром социального обеспечения. Институт национального страхования подотчётен министру соцобеспечения, Государственный контролёр Израиля осуществляет ежегодные проверки ведомства.